# Guildhall
Guildhall és un poble i seu del Comtat d'Essex (Vermont) dels Estats Units d'Amèrica.

## Demografia
Segons el cens del 2000 Guildhall tenia 268 habitants, 106 habitatges, i 76 famílies. La densitat de població era de 3,2 habitants per km².
Per edats la població es repartia de la següent manera: un 24,3% tenia menys de 18 anys, un 6,7% entre 18 i 24, un 22,8% entre 25 i 44, un 25% de 45 a 60 i un 21,3% 65 anys o més.
L'edat mediana era de 43 anys. Per cada 100 dones de 18 o més anys hi havia 86,2 homes.
La renda mediana per habitatge era de 31.750 $ i la renda mediana per família de 38.958 $. Els homes tenien una renda mediana de 30.313 $ mentre que les dones 23.438 $. La renda per capita de la població era de 17.326 $. Entorn del 10,4% de les famílies i el 10,3% de la població estaven per davall del llindar de pobresa.